# Championnat du Honduras de football 1985
Navigation
Saison précédente Saison suivante
La LINAFUT 1985 est la vingtième édition de la première division hondurienne.
Lors de ce tournoi, le CD Olimpia a tenté de conserver son titre de champion du Honduras face aux neuf meilleurs clubs honduriens.
Chacun des dix clubs participant était confronté deux fois aux neuf autres équipes. Puis les quatre meilleures se sont affrontées lors d'une phase finale à la fin de la saison.
Seulement deux places étaient qualificatives pour la Coupe des champions de la CONCACAF.

## Les 10 clubs participants
| \| Tegucigalpa: CD Motagua CD Olimpia Pumas UNAH Juventud de Sula CD Marathon Real España Tegucigalpa CD Platense CD Marathon Real España Tela Timsa Tegucigalpa CD Victoria CD Vida CD Victoria CD Vida \| Localisation des clubs engagés dans le championnat. |
| Tegucigalpa: CD Motagua CD Olimpia Pumas UNAH Juventud de Sula CD Marathon Real España Tegucigalpa CD Platense CD Marathon Real España Tela Timsa Tegucigalpa CD Victoria CD Vida CD Victoria CD Vida                                                           |

| Club                  | Stade                        | Capacité          | Ville          |
| Juventud de Sula (en) | Stade inconnu                | Capacité inconnue | La Lima        |
| CD Marathon           | Stade Yankel Rosenthal       | 15 000            | San Pedro Sula |
| CD Motagua            | Stade Tiburcio Carias Andino | 35 000            | Tegucigalpa    |
| CD Olimpia            | Stade Tiburcio Carias Andino | 35 000            | Tegucigalpa    |
| CD Platense           | Stade Excelsior              | 10 000            | Puerto Cortés  |
| Real España           | Stade Francisco Morazán      | 20 000            | San Pedro Sula |
| Tela Timsa (en)       | Stade inconnu                | 3 000             | Tela           |
| Pumas UNAH            | Stade Tiburcio Carias Andino | 35 000            | Tegucigalpa    |
| CD Victoria           | Stade Nilmo Edwards          | 25 000            | La Ceiba       |
| CD Vida               | Stade Nilmo Edwards          | 25 000            | La Ceiba       |

## Compétition
La compétition se déroule en deux phases.
Dans un premier temps l'ensemble des équipes s'affrontent à deux reprises dans une phase régulière qui compte 18 journées. Les équipes sont divisées en deux groupes et les deux meilleures de chaque groupe sont directement qualifiées pour la phase quadragonale.
Dans un second temps, les quatre premiers participent à la phase quadragonale où chaque club affronte deux fois les trois autres.

### Phase régulière
Lors de la phase régulière, les dix équipes affrontent à deux reprises les neuf autres équipes selon un calendrier tiré aléatoirement.
Les équipes sont divisées en deux groupes de cinq, les deux meilleures de chaque groupe sont directement qualifiées pour la phase quadragonale.
Le classement est établi sur l'ancien barème de points (victoire à 2 points, match nul à 1, défaite à 0).
Le départage final se fait selon les critères suivants :
- Le nombre de points.
- Un match de barrage en cas de qualification en jeu.

#### Classements de groupe
Les deux premiers de chaque groupe sont qualifiés directement pour la phase quadragonale.
| Rang | Équipe              | Pts | J  | G | N  | P | Bp | Bc | Diff |
| ---- | ------------------- | --- | -- | - | -- | - | -- | -- | ---- |
| 1    | CD Olimpia (T)      | 23  | 18 | 8 | 7  | 3 | 20 | 11 | +9   |
| 2    | CD Marathon         | 23  | 18 | 8 | 7  | 3 | 23 | 15 | +8   |
| 3    | CD Platense         | 18  | 18 | 4 | 10 | 4 | 15 | 16 | -1   |
| 4    | CD Victoria         | 17  | 18 | 5 | 7  | 6 | 11 | 14 | -3   |
| 5    | Tela Timsa (en) (P) | 14  | 18 | 5 | 4  | 9 | 12 | 20 | -8   |

| Rang | Équipe                | Pts | J  | G | N | P  | Bp | Bc | Diff |
| ---- | --------------------- | --- | -- | - | - | -- | -- | -- | ---- |
| 1    | CD Vida               | 22  | 18 | 7 | 8 | 3  | 24 | 12 | +12  |
| 2    | CD Motagua            | 19  | 18 | 5 | 9 | 4  | 12 | 17 | -5   |
| 3    | Real España           | 17  | 18 | 5 | 7 | 6  | 22 | 20 | +2   |
| 4    | Juventud de Sula (en) | 15  | 18 | 4 | 7 | 7  | 10 | 16 | -6   |
| 5    | Pumas UNAH            | 12  | 18 | 4 | 4 | 10 | 13 | 22 | -9   |

| Légende : Qualifications et relégations | Légende : Qualifications et relégations             |
| --------------------------------------- | --------------------------------------------------- |
|                                         | Qualifié pour la phase quadragonale                 |
|                                         | (T) : Tenant du titre (P) : Promu de la saison 1984 |

#### Classement commun
| Rang | Équipe                | Pts | J  | G | N  | P  | Bp | Bc | Diff |
| ---- | --------------------- | --- | -- | - | -- | -- | -- | -- | ---- |
| 1    | CD Olimpia (T)        | 23  | 18 | 8 | 7  | 3  | 20 | 11 | +9   |
| 2    | CD Marathon           | 23  | 18 | 8 | 7  | 3  | 23 | 15 | +8   |
| 3    | CD Vida               | 22  | 18 | 7 | 8  | 3  | 24 | 12 | +12  |
| 4    | CD Motagua            | 19  | 18 | 5 | 9  | 4  | 12 | 17 | -5   |
| 5    | CD Platense           | 18  | 18 | 4 | 10 | 4  | 15 | 16 | -1   |
| 6    | Real España           | 17  | 18 | 5 | 7  | 6  | 22 | 20 | +2   |
| 7    | CD Victoria           | 17  | 18 | 5 | 7  | 6  | 11 | 14 | -3   |
| 8    | Juventud de Sula (en) | 15  | 18 | 4 | 7  | 7  | 10 | 16 | -6   |
| 9    | Tela Timsa (en) (P)   | 14  | 18 | 5 | 4  | 9  | 12 | 20 | -8   |
| 10   | Pumas UNAH            | 12  | 18 | 4 | 4  | 10 | 13 | 22 | -9   |

| Légende : Qualifications et relégations | Légende : Qualifications et relégations             |
| --------------------------------------- | --------------------------------------------------- |
|                                         | Relégué en Liga Nacional de Ascenso                 |
|                                         | (T) : Tenant du titre (P) : Promu de la saison 1984 |

### La phase quadragonale
Le classement est établi sur l'ancien barème de points (victoire à 2 points, match nul à 1, défaite à 0).
Le départage final se fait selon les critères suivants :
- Le nombre de points.
- Un match de barrage en cas de qualification en jeu.

| Rang | Équipe         | Pts | J | G | N | P | Bp | Bc | Diff |
| ---- | -------------- | --- | - | - | - | - | -- | -- | ---- |
| 1    | CD Marathon    | 9   | 6 | 4 | 1 | 1 | 7  | 5  | +2   |
| 2    | CD Vida        | 7   | 6 | 3 | 1 | 2 | 6  | 4  | +2   |
| 3    | CD Motagua     | 6   | 6 | 2 | 2 | 2 | 6  | 6  | 0    |
| 4    | CD Olimpia (T) | 2   | 6 | 0 | 2 | 4 | 4  | 8  | -4   |

| Légende : Qualifications et relégations | Légende : Qualifications et relégations                             |
| --------------------------------------- | ------------------------------------------------------------------- |
|                                         | Coupe des champions de la CONCACAF 1986 (2e Tour de qualification)  |
|                                         | Coupe des champions de la CONCACAF 1986 (1er Tour de qualification) |
|                                         | (T) : Tenant du titre                                               |

## Bilan du tournoi
| Tableau d'Honneur                   |             |
| Compétition                         | Vainqueur   |
| Liga Nacional de Fútbol de Honduras | CD Marathon |

| Qualifications continentales 1986-1987 |             |
| Coupe des champions de la CONCACAF     | Qualifiés   |
| 2e tour de qualification               | CD Marathon |
| 1er tour de qualification              | CD Motagua  |

| Promotions et relégations           |            |
| Relégué en Liga Nacional de Ascenso | Pumas UNAH |
| Promu de Liga Nacional de Ascenso   | EACI       |